# Verden (Oklahoma)
Verden es un pueblo ubicado en el condado de Grady en el estado estadounidense de Oklahoma. En el año 2010 tenía una población de 530 habitantes y una densidad poblacional de 662,5 personas por km².

## Geografía
Verden se encuentra ubicado en las coordenadas 35°5′2″N 98°5′20″O / 35.08389, -98.08889 (35.083762, -98.088790).

## Demografía
Según la Oficina del Censo en 2000 los ingresos medios por hogar en la localidad eran de $23,667 y los ingresos medios por familia eran $26,833. Los hombres tenían unos ingresos medios de $24,063 frente a los $20,469 para las mujeres. La renta per cápita para la localidad era de $11,617. Alrededor del 13.4% de la población estaban por debajo del umbral de pobreza.